# De helse vlucht
De helse vlucht (Frans: Plan de vol pour l'enfer) is het twintigste album uit de Franco-Belgische strip Tanguy en Laverdure van Jean-Michel Charlier (scenario) en Patrice Serres (tekening).
Dit was het derde deel van een drieluik dat voorafgegaan werd door Het geheimzinnige Delta-squadron en  Operatie Donder. Echter waren dat het 19de en 20ste album van de reeks. Door het overlijden van Jijé werden twee albums van zijn hand uitgegeven met daarin een verzameling aan kortverhalen die hij eind jaren zestig getekend had. 

## Het verhaal
Tanguy en Laverdure moeten hun kompanen met de Franse geologe Aspern oppikken, maar de groep die bij Natacha hoort moet weggelokt worden van hun landingsplaats. Ze besluiten een list te gebruiken, ze vliegen over de groep en gooien een boodschap uit het vliegtuig om hun op de hoogte te brengen dat Natacha hen verraden heeft. Via de radio zenden ze verkeerde berichten uit om de vijand op het verkeerde been te zetten. Hun list slaagt en ze kunnen ontsnappen, maar dan wordt het vliegtuig gekaapt door de Italiaans-Libische Sheba Riazzi, die undercover voor kolonel Kadafhi werkt, ze wil dat Michel en Ernest naar Libië vliegen. Natacha doet alsof ze aan de kant van Sheba staat en wint haar vertrouwen. Ze gaat gewapend naar de piloten om hen van koers te doen veranderen, maar zij kunnen de opportunistische Natacha dan weer overtuigen hun kant te kiezen. Met een list vliegen ze niet naar Libië, maar naar het Tsjaadmeer. Sheba merkt het bedrog uiteindelijk op en net voor het vliegtuig een noodlanding moet maken op het Tsjaadmeer, wegens brandstofgebrek, en springt met Muriel Aspern uit het vliegtuig. Voor ze spring gooit ze nog een granaat in het vliegtuig. Buiten Michel en Ernest heeft enkel Tarnier de crash overleefd. Ze zetten de achtervolging in op Sheba en uiteindelijk helpen ze haar al vliegend te ontsnappen. 